# المشقلة (عبس)

تعديل مصدري - تعديل

المشقلة هي إحدى قرى عزلة قطبة بمديرية عبس التابعة لمحافظة حجة، بلغ تعداد سكانها 358 نسمة حسب تعداد اليمن لعام 2004.